# Наукова фантастика: 100 найкращих романів, англомовна добірка, 1949–1984
Наукова фантастика: 100 найкращих романів, англомовна добірка, 1949–1984 (англ. «Science Fiction: The 100 Best Novels, An English-Language Selection, 1949—1984») — нехудожня книга Дейвіда Прінґла, опублікована видавництвом «Ксанаду» у 1985 році з передмовою Майкла Муркока. Насамперед книга складається зі 100 коротких нарисів про вибрані твори, висвітлених у порядку публікації, без будь-якого ранжування. Вважається важливим критичним підсумком галузі наукової фантастики за визначений період (1949-1984).
Слідом за списком найкращих науково-фантастичних романів Прінґл випустив «Сучасна фентезі: 100 найкращих романів» (1988). «Ксанаду» слідом за добіркою топ-100 наукової фантастики надалі видав принаймні ще три книги з серії «100 найкращих» (дивіться вище).
У вступі Прінґл пропонує робоче визначення: «Наукова фантастика — це форма фантастичної белетристики, яка використовує образні перспективи сучасної науки». Своєю чергою, сучасна наука — це «науковий світогляд… у тому вигляді, в якому його сприйняли розумні неспеціалісти», який, ймовірно, «вперше став загальним надбанням у середині-кінці 19-го століття».
У художній літературі він розрізняє наукову фантастику від надприродної фантастики жахів та героїчної фентезі. Вони можуть бути представлені такими книгами, як «Дракула» та «Володар Перснів», які показують «вторгнення якоїсь надприродної сили в повсякденний світ» і «діють у цілком уявних світах» відповідно. Він також називає підклас «Вигадки», які не входять до цієї книги, «якщо вони не мають значного наукового чи технологічного змісту».
Навпаки, наукова фантастика описує реальний світ і «фантастичні події, які можна пояснити з точки зору наукового світогляду». Світогляд не означає прийняту теорію чи факт: «багато письменників наукової фантастики обманюють: вони використовують спритність рук, а не справжні наукові знання». «Вміле використання псевдонауки та балаканини» може виявитися достатнім для експлуатації світогляду.

## Серія «100 найкращих»
Лондонське видання «Ксанаду» (англ. Xanadu Publications) випустило щонайменше чотири книги «100 найкращих». Трансатлантичні видання або просто дизайни обкладинок і обкладинок можуть по-різному використовувати «the» і «hundred» у субтитрах. Carroll &amp; Graf видали книги в США
- Наукова фантастика: 100 найкращих романів, Дейвід Прінґл (1985), передмова Майкла Муркока
- Злочин і таємниця: 100 найкращих книг, Г. Ф. Кітінг (1987), передмова Патриції Хайсміт
- Жахи: 100 найкращих книг, редакція Стівена Джоунза та Кіма Ньюмена (листопад 1988)
- Фентезі: 100 найкращих книг Джеймса Коуторна та Майкла Муркока (листопад 1988 р.)

«Ксанаду» доручив Муркоку створити добірку «найкращих фентезійних романів». Коли стало «зрозуміло, що я не зможу зробити книгу протягом тривалого часу, ми з видавцями погодилися, що Джеймс Коуторн — це особа, яка візьме це на себе». Коуторн був основним автором вибраних текстів «в основному», за словами Коуторна, і тексту «здебільшого», за словами Муркока. (Фентезі, «Вступ», с. 9. Вступ, стор. 8–10, містить довгий розділ, підписаний Коуторном, короткий, підписаний Муркоком, і спільні непідписані «Примітки та подяки».)
«Наукова фантастика» — це збірка зі 100 рецензій, майже однакової довжини (одна-дві сторінки), з помірно довгим вступом автора.
«Жахи» складається з есе про 100 різних книг 100 (?) письменників жахів, мабуть, від однієї до шести сторінок.
«Фентезі» — збірка зі 100 рецензій, майже однакових за обсягом (трохи менш ніж дві сторінки), з коротким вступом авторів окремо та спільно.

## Продовження
Збірка Наукова фантастика: 101 найкращий роман, 1985-2010 (англ. Science Fiction: The 101 Best Novels 1985-2010)  (2012), що вийшла в редакції двох відомих письменників-фантастів та критиків жанру — найавторитетнішого сучасного австралійського критика-фантастикознавця Демьєна Бродеріка та його американського колеги та провідного критика Пола Ді Філіппо, натомість являє собою безпосередньо логічне продовження цієї першої збірки рецензій та охоплює більш пізній період, та вийшла зі схвальною передмовою самого Прінґла. Вона охопляє період часу з 1985 по 2010 рік.
Загальний список найкращих науково-фантастичних книг, рецензії на які представлені в критико-фантастичній дилогії, представлено у статті Список найкращих англомовних науково-фантастичних романів.

## Критика
Дейв Ленґфорд опублікував рецензію "Наукова фантастика: 100 найкращих романів для "Білого гнома « № 73» і заявив, що «там є більшість моїх улюблених романів, і лише кілька хитромудрих — як, наприклад, книга Мака Рейнольдса, людини „ідей і концепцій“, чиї твори змушують в мене боліти зуби».

## Інші відгуки
- Review by L. J. Hurst (1985) in Paperback Inferno, #57[14]
- Review by Dan Chow (1986) in Locus, #300 January 1986
- Review by Brian Stableford (1986) in Fantasy Review, February 1986
- Review by Edward James (1986) in Vector 130
- Review by Andy Watson (1986) in PKDS Newsletter, #11
- Review by Fernando Quadros Gouvea (1986) in Science Fiction Review, Winter 1986
- Review by Gregory Feeley (1986) in Foundation, #36 Summer 1986
- Review by Doug Fratz (1986) in Thrust, #24, Summer 1986
- Review by Baird Searles (1987) in Isaac Asimov's Science Fiction Magazine, June 1987
- Review by Don D'Ammassa (1988) in Science Fiction Chronicle, #100 January 1988
- Review by Tom Easton (1988) in Analog Science Fiction/Science Fact, August 1988
- Review by Darrell Schweitzer (1989) in Aboriginal Science Fiction, July-August 1989
- Review by Matthew Appleton (1999) in The New York Review of Science Fiction, July 1999